# Lewis J. Rachmil
Lewis J. Rachmil (New York, 3 luglio 1908 – Beverly Hills, 19 febbraio 1984) è stato uno scenografo e produttore cinematografico statunitense.

## Biografia
Come scenografo prese parte a circa 60 film tra il 1934 ed il 1951, mentre come produttore realizzò o collaborò a oltre 70 tra film e serie TV, soprattutto negli anni '50 e '60. Ottenne la candidatura ai Premi Oscar 1941 nella categoria migliore scenografia per La nostra città.

## Filmografia

### Scenografo
- The Mysterious Rider, regia di Lesley Selander (1938)
- Sunset Trail, regia di Lesley Selander (1939)
- La nostra città (Our Town), regia di Sam Wood (1940)

### Produttore
- Androclo e il leone (Androcles and the Lion), regia di Chester Erskine (1952)